# Сарри (Британская Колумбия)
Сарри — город в канадской провинции Британская Колумбия. Входит в административную единицу Ванкувер (агломерация городов на юге Британской Колумбии), подчиняется Региональному округу Большого Ванкувера; является вторым по величине городом провинции после Ванкувера. Город полицентричен, центры: Флитвуд, Уэлли/Центр города, Гвилфорд, Ньютон, Клоувердейл и Южный Суррей.

## История и топонимия
Сарри оформился как поселение к 1879 году, став центром земель населённых несколькими говорящими на языках Халкомелем племенами индейцев. К появлению топонима «Surrey» на карте привёл следующий случай: когда англичанин Х. Дж. Брэвер переправился через реку Фрейзер из Нью-Уэстминстера, увиденный ландшафт напомнил ему родное графство Суррей в Англии. Земли тогда были покрыты лесами, в которых преобладали псевдотсуга, пихта, туя складчатая и тсуга с ежевикой в подлеске и клюквенными болотами. Часть нынешней местности Уалли (названа так по имени Гарри Уалли, владевшего этой землёй и бывшего хозяином заправки на бульваре Короля Георга (бывший хайвей Короля Георга) использовалась в ту пору как место захоронений людьми из племени квантлен.
Поселенцы, прибывавшие в городок из Клоувердейла и частей Саут-Сарри, в основном занимались фермерством, рыбной ловлей, выращиванием устриц или открывали небольшие магазины. Развитие Сарри началось с постройкой моста Патулло в 1937 году. В послевоенные 1950-е году северные пригороды Сарри застраивались односемейными домами, что привело к превращению Сарри (по прежнему не имевшего городского статуса) в спальный пригород, населённый людьми, работавшими в Бернаби и Ванкувере.
В 1980-х и 1990-х Сарри показал беспрецедентный рост, в основном за счёт массированной иммиграции людей из других частей Канады из других стран. По прогнозам Сарри перегонит Ванкувер по численности населения к 2020—2030 году.

## География и климат
Город характеризуется низкой плотностью населения и сильной субурбанизацией, что в целом типично для городов Северной Америки. Функционально, город разделяется на селитебные зоны, торгово-офисные и индустриальные (легкая промышленность), около 35 % территории отведены под Сельскохозяйственный Земельный Резерв (англ. Agricultural Land Reserve). В рельефе города чередуются выровненные и пологохолмистые участки, большая часть равнин находится в районах Тьинхэд, Хацельмер, Коулбрук и южной части Клоувердейла.
Климат береговой северо-западного сектора Пацифики, влажный, максимум осадков приходится на зиму, весной часты грозы, мягкое солнечное лето, прохладная осень.
| Показатель                                                                              | Янв.  | Фев.  | Март  | Апр.  | Май  | Июнь | Июль | Авг. | Сен. | Окт.  | Нояб. | Дек.  | Год    |
| --------------------------------------------------------------------------------------- | ----- | ----- | ----- | ----- | ---- | ---- | ---- | ---- | ---- | ----- | ----- | ----- | ------ |
| Абсолютный максимум, °C                                                                 | 15,5  | 19,4  | 25    | 29    | 34,5 | 33,3 | 35   | 34,5 | 34,5 | 29    | 21    | 16,7  | 35     |
| Средний максимум, °C                                                                    | 6     | 8,4   | 11,1  | 14,3  | 17,6 | 20   | 23   | 23,3 | 20,5 | 14,5  | 8,7   | 6,1   | 14,5   |
| Средняя температура, °C                                                                 | 3,8   | 5,1   | 7,5   | 10,0  | 13,0 | 15,6 | 17,9 | 18,2 | 15,5 | 10,4  | 5,9   | 3,4   | 10,5   |
| Средний минимум, °C                                                                     | 0,2   | 1,3   | 2,8   | 4,9   | 7,6  | 10,3 | 12,1 | 12,2 | 9,6  | 6     | 2,7   | 0,5   | 5,9    |
| Абсолютный минимум, °C                                                                  | −17,2 | −13,5 | −8,3  | −2,8  | −1,1 | 2,2  | 2,8  | −1,1 | −2,2 | −6,5  | −15   | −18,9 | −18,9  |
| Норма осадков, мм                                                                       | 185,7 | 136,1 | 128,7 | 100,5 | 81,6 | 68   | 50   | 48,7 | 64,2 | 131,4 | 212,1 | 202,1 | 1409,2 |
| Источник: Canadian Climate Normals 1971–2000 http://www.climate.weatheroffice.ec.gc.ca/ |       |       |       |       |      |      |      |      |      |       |       |       |        |